# Krystyna Majczyńska
Krystyna Janina Majczyńska z domu Siemieńska (ur. 12 grudnia 1926 w Warszawie, zm. 30 lipca 2024 we Włocławku) – polska porucznik, uczestniczka powstania warszawskiego.

## Życiorys
Córka Henryka Siemieńskiego i Antoniny z domu Elbl. Wychowywała się we Włocławku. Jej ojciec przyjaźnił się ze Stefanem Wyszyńskim. Podczas okupacji uczęszczała do XVI Państwowego Gimnazjum Żeńskiego im. Aleksandry Piłsudskiej w Warszawie.
Od września 1942 działała w konspiracji. Przeszła szkolenie sanitarne. W momencie wybuchu powstania warszawskiego była przydzielona do Sanitariatu Okręgu Warszawa Armii Krajowej „Bakcyl” Grupy AK „Północ”. Walczyła na Żoliborzu oraz Starym Mieście. 1 września 1944 opuściła Warszawę wraz z ludnością cywilną. Została osadzona w Dulagu 121 w Pruszkowie. Stamtąd została wywieziona do obozu koncentracyjnego w Mauthausen. Następnie przebywała w Ravensbrück, od 11 października 1944 w Sachsenhausen, a później w Ludwigsfelde oraz Oranienburgu.
Po wojnie osiadła we Włocławku. W 1949 wzięła ślub. Matka Henryka Majczyńskiego.
Prezeska Zarządu Oddziału Włocławek Związku Inwalidów Wojennych Rzeczypospolitej Polskiej.
Zmarła we Włocławku 30 lipca 2024. 2 sierpnia została pochowana w tym mieście na Cmentarzu Komunalnym.

## Odznaczenia
- Medal za Warszawę 1939–1945 (1970)[2]
- Warszawski Krzyż Powstańczy (1982)[2]
- Medal pamiątkowy z okazji 70. rocznicy Powstania Warszawskiego (2014)[2]
- Medal Unitas Durat Palatinatus Cuiaviano-Pomeraniensis (2020)[10]
- Krzyż Kawalerski Orderu Odrodzenia Polski „za wybitne zasługi dla niepodległości Rzeczypospolitej Polskiej” (2023)[11]